# Thomas Gunzig
Thomas Gunzig (Brussel, 7 september 1970) is een Belgisch Franstalig schrijver die bekend staat om zijn zwarte humor.

## Biografie
Gunzig groeide op in Brussel als zoon van de kosmoloog Edgard Gunzig. Zijn jeugd werd zwaar getekend door dyslexie en hij werd na een moeilijke schoolperiode licentiaat in de politieke wetenschappen. Hij werkte tien jaar als boekhandelaar in het centrum van Brussel (Tropismes) en doceerde daarna literatuur aan La Cambre en Saint Luc. 
In 1993 debuteert hij als schrijver met enkele kortverhalen gebundeld in Situation instable penchant vers le mois d’août. Sinds 2006 vraagt de RTBF hem geregeld op antenne (radio en televisie) en schrijft hij ook voor de krant Le Soir. 
Op 6 maart 2009 wilde hij de rechten op de bundel kortverhalen Carbowaterstoemp recupereren en de proceskosten vermijden. Hiertoe ging hij met zijn bruine gordel karate op de Foire du Livre de Bruxelles in duel met uitgever Luc Pire (rode gordel taekwondo) en won. In 2001 won hij de Prix Victor-Rossel met zijn debuutroman Mort d'un parfait bilingue. In 2003 won hij de Prix des Éditeurs voor zijn bundel kortverhalen Le plus petit zoo du monde waarin hij telkens een sympathiek dier opvoert dat ten onder gaat. 
In 2013 en 2014 schreef hij samen met Jaco Van Dormael het script voor diens film Le Tout Nouveau Testament. Van het in 2019 uitgekomen album De laatste farao in de Blake en Mortimer reeks, verzorgde hij samen met Jaco Van Dormael het scenario. De tekeningen zijn van Francois Schuiten. 
Gunzig heeft drie kinderen uit twee relaties.